# Das Kleine Arschloch
Das Kleine Arschloch bzw. Kleines Arschloch ist eine Comicfigur von Walter Moers. Es handelt sich dabei um einen kleinen, kurzsichtigen, den Erwachsenen grundsätzlich überlegenen Jungen, der politisch inkorrekt seine Umwelt altklug, respektlos und teils auf vulgäre Weise terrorisiert und „keinen Scherz auf Kosten von Ostdeutschen, Alten, Behinderten, Trinkern oder Homosexuellen auslässt“.
Einem Antrag des Landesamtes für Jugend und Soziales in Rheinland-Pfalz vom 7. April 1994 auf Indizierung des Comics wurde ebenso wie mehreren Folgeanträgen von der Bundesprüfstelle für jugendgefährdende Schriften nicht entsprochen.

## Publikationsgeschichte

### Comics
Nach eigener Aussage brachte Moers seine Kunstfigur 1986 das erste Mal zu Papier. Im September 1988 erschien dann ein Comic im Magazin Kowalski. Seinen ersten Buch-Auftritt hatte Das Kleine Arschloch in dem im Februar 1989 erschienenen Band Von ganzem Herzen! (ISBN 3-8218-1832-8) mit drei Kurzepisoden, in dem neben dem Protagonisten auch seine Schwester und seine Eltern vorgestellt wurden.
1990 erschien mit Kleines Arschloch (ISBN 3-8218-3000-X) der erste Band, der sich ausschließlich der Figur widmete. Dieser Band wurde in viele Sprachen übersetzt, u. a. in Englisch, Französisch und Spanisch. Darüber hinaus erschienen weitere Bände bei Eichborn.

## Werke (Auswahl)

### Deutschsprachig
- kleines Arschloch – 1990, ISBN 3-8218-3000-X.
- Das kleine Arschloch kehrt zurück. – 1991, ISBN 3-8218-2999-0.
- Schöne Geschichten. 1991, ISBN 3-8218-2996-6.
- Schöner leben mit dem kleinen Arschloch. 1992, ISBN 3-8218-2993-1.
- Es ist ein Arschloch, Maria! – 1992, ISBN 3-8218-2992-3.
- Der alte Sack, ein kleines Arschloch und andere Höhepunkte des Kapitalismus. 1993, ISBN 3-8218-2987-7.
- Arschloch in Öl. 1993, ISBN 3-8218-2976-1.
- Du bist ein Arschloch, mein Sohn! 1995, ISBN 3-8218-2968-0.
- Sex und Gewalt. 1995, ISBN 3-8218-2967-2.
- Peppi & Co (Untertitel: Moers’ Tierleben). 1996 ISBN 3-8218-2966-4
- Buckel & Co (Untertitel: Moers’ Gruselkabinett). 1996, ISBN 3-8218-2964-8.
- Vagina & Co (Untertitel: Moers’ Liebesleben). 1996, ISBN 3-8218-2965-6.
- Feuchte Träume. 1999, ISBN 3-8218-2958-3.
- Schamlos! Das große Buch vom Kleinen Arschloch. (mit Zusatzmaterial) – 2001, ISBN 3-8218-2948-6.
- Jesus total – Die wahre Geschichte. 2013, ISBN 978-3-8135-0531-3.

### Fremdsprachig
- Le petit Connard – 1992, Eichborn, ISBN 3-8218-2991-5.
- Le petit Emmerdeur – 1995, Joker Editions, ISBN 2-87265-051-2.
- Le retour du Petit Emmerdeur – 1996, Joker Editions, ISBN 2-87265-056-3.
- Le Petit Emmerdeur Et Le Vieux Con – 1998, Joker Editions, ISBN 2-87265-072-5.
- Little Asshole – 1991, Eichborn, ISBN 3-8218-2998-2.
- Piccolo Stronzo – 1992, Eichborn, ISBN 3-8218-2984-2.
- El pequeño hijoputa  1990, Ediciones La Cúpula, ISBN 978-84-7833-451-3.

### Film
1997 entstand der Zeichentrickfilm Kleines Arschloch auf Basis des Comics. 2006 folgte die Fortsetzung Das kleine Arschloch und der alte Sack – Sterben ist Scheiße.

## Belege
1. ↑  Gerhard Habarta, Harald Havas: Comic Welten. Geschichte und Struktur der neunten Kunst. Edition Comic Forum, Wien 1992.
2. ↑  Walter Moers: Schamlos! Das große Buch vom Kleinen Arschloch. Eichborn, Frankfurt am Main 2001, S. 141.
3. ↑  Der Zeichner Walter Moers packt aus: „Das kleine Arschloch terrorisiert mich!“ In: Die Zeit, Nr. 10/1997
4. ↑  Walter Moers: Schamlos! Das große Buch vom Kleinen Arschloch. Eichborn, Frankfurt am Main 2001, S. 140.